# Банниковське сільське поселення
Ба́нниковське сільське поселення (рос. Банниковское сельское поселение) — муніципальне утворення у складі Абатського району Тюменської області, Росія.
Адміністративний центр — село Банниково.

## Історія
3 листопада 1923 року були утворені Боковська сільська рада, Маслянська сільська рада та Сичовська сільська рада. 17 червня 1954 року ліквідована Боковська сільрада, Маслянська та Сичовська сільради об'єднані в Старомаслянську сільську раду. 3 квітня 1958 року утворена Майська сільрада. 24 березня 1960 року ліквідована Старомаслянська сільрада. 30 червня 1966 року утворено Банниковську сільську раду.
2004 року Банниковська сільська рада перетворена в Банниковське сільське поселення.

## Населення
Населення — 731 особа (2020; 755 у 2018, 1008 у 2010, 1177 у 2002).

## Склад
До складу поселення входять такі населені пункти:
| Населений пункт      | Населення, осіб (2002) | Населення, осіб (2010) |
| -------------------- | ---------------------- | ---------------------- |
| Артамоново, присілок | 34                     | 16                     |
| Банниково, село      | 671                    | 594                    |
| Бокова, присілок     | 143                    | 122                    |
| Горки, присілок      | 144                    | 125                    |
| Сичово, село         | 185                    | 151                    |